# Madalena (Ceará)
Madalena is een gemeente in de Braziliaanse deelstaat Ceará. De gemeente telt 17.773 inwoners (schatting 2009).

## Aangrenzende gemeenten
De gemeente grenst aan Itatira, Choró en Boa Viagem.

## Verkeer en vervoer
De plaats ligt aan de radiale snelweg BR-020 tussen Brasilia en Fortaleza. Daarnaast ligt ze aan de weg CE-265.